# Hugh Marlowe
Hugh Marlowe (* 30. Januar 1911 in Philadelphia, Pennsylvania; † 2. Mai 1982 in New York City, New York) war ein US-amerikanischer Schauspieler und Radiomoderator.

## Leben
Marlowe wurde als Hugh Herbert Hipple in Philadelphia geboren. Er begann seine Karriere in den 1930er Jahren im Pasadena Playhouse in Kalifornien. Er wirkte ebenfalls am Broadway in Stücken wie Arrest That Woman, Lady in the Dark und Laura. 1974 wirkte er in der Broadway-Produktion All My Sons mit.
Bereits ab Mitte der 1930er-Jahre war Marlowe außerdem in Hollywood regelmäßig aktiv, wenngleich er dort im Gegensatz zur Bühne meist nur Nebenrollen spielte. Eine seiner bekanntesten Rollen hatte er im Science-Fiction-Film Der Tag, an dem die Erde stillstand von 1951, was zu weiteren Einsätzen in ähnlich gearteten Filmen wie Fliegende Untertassen greifen an und Planet des Grauens führte. Einen gewissen Bekanntheitsgrad erreichte auch Marlowe auch durch seine Rolle als Broadway-Autor Lloyd Richard in dem Filmklassiker Alles über Eva (1950) an der Seite von Bette Davis und Anne Baxter. In der Komödie Liebling, ich werde jünger ist er als Verehrer von Ginger Rogers’ Hauptfigur zu sehen, der aber gegenüber Hauptdarsteller Cary Grant das Nachsehen hat.
Ab den 1950er-Jahren war Marlowe auch regelmäßig im Fernsehen als Darsteller zu sehen. In der Fernseh-Seifenoper Another World spielte er von 1969 bis zu seinem Tod die Rolle des Familienpatriarchen Jim Matthews. Hugh Marlowe war dreimal verheiratet und hatte insgesamt drei Kinder. Seine ersten Ehefrauen Edith Atwater und K. T. Stevens, letztere Tochter des Filmregisseurs Sam Wood, arbeiteten ebenfalls im Schauspielgeschäft. Er starb 1982 im Alter von 71 Jahren an einem Herzinfarkt.

## Filmografie (Auswahl)
- 1936: Brilliant Marriage
- 1937: Der Arzt und die Frauen (Between Two Woman)
- 1944: Meet Me in St. Louis
- 1944: Tagebuch einer Frau (Mrs. Parkington)
- 1949: Der Kommandeur (Twelve O'Clock High)
- 1949: …und der Himmel lacht dazu (Come to the Stable)
- 1950: Alles über Eva (All About Eve)
- 1950: Die Ratte von Soho (Night and the City)
- 1951: Zwei in der Falle (Rawhide)
- 1951: Der Tag, an dem die Erde stillstand (The Day the Earth Stood Still)
- 1951: Mr. Belvederes zweite Jugend (Mr. Belvedere Rings the Bell)
- 1952: Die schwarzen Reiter von Dakota (Bugles in the Afternoon)
- 1952: König der Gauchos (Way of a Gaucho)
- 1952: Liebling, ich werde jünger (Monkey Business)
- 1954: Der Garten des Bösen (Garden of Evil)
- 1954: Der Schürzenjäger von Venedig (Casanova's Big Night)
- 1954: The Adventures of Ellery Queen (Fernsehserie, 28 Folgen)
- 1955: Schakale der Unterwelt (Illegal)
- 1956: Planet des Grauens (World Without End)
- 1956: Fliegende Untertassen greifen an (Earth vs. the Flying Saucers)
- 1960: Elmer Gantry
- 1961: The Long Rope
- 1962: Der Gefangene von Alcatraz (Birdman of Alcatraz)
- 1963: Kennwort Kätzchen (13 Frightened Girls!)
- 1963: Sieben Tage im Mai (Seven Days in May)
- 1964/1966: Die Leute von der Shiloh Ranch (Fernsehserie, zwei Folgen)
- 1968: Wie stehle ich die Welt (How to Steal the World)
- 1969–1983: Another World (Fernsehserie, 1938 Folgen)